# Senna cushina
Senna cushina là một loài thực vật có hoa trong họ Đậu. Loài này được (J.F.Macbr.) H.S.Irwin & Barneb miêu tả khoa học đầu tiên.